# 국제수배
국제수배(國際手配, 영어: Interpol notice)는 국제형사경찰기구(ICPO)가 그 회원국 190개국의 정부를 통해 피의자 및 실종자 수색을 하기 위한 제도이다.。
일반적으로 어떤 국가에서 발생한 사건의 피의자나 외국에 있는데 행방이 묘연한 사람을 찾기 위해 실시한다. 국제수배된 피의자는 외국에서 체포되더라도 각 국가 사이의 범죄인 인도조약 체결 여부에 관계없이 사건을 일으킨 국가로 신병이 인도되어 체포된다.
국제수배되지 않았을 경우 범죄인 인도조약에 따라 신병을 송환하거나 체류국에서 불법입국 등의 범죄를 구실로 피의자의 국적 국가로 강제송환하는 등의 방법으로 사건을 일으킨 국가에 신병을 인도한다. 그마저 할 수 없는 경우에는 피의자가 체류중인 국가에 대리처벌을 신청하게 된다.
ICPO에서는 이하 8종의 수배를 실시하고 있다.
| 수배                                                    | 상세                                                                                      |
| ------------------------------------------------------- | ----------------------------------------------------------------------------------------- |
| 국제체포수배 = 적색수배(Red Notice)                     | 국제재판관할 또는 국제법정에 의해 신병 인도가 요구되는 자를 그 소재를 특정 및 체포.       |
| 국제정보조회수배 = 청색수배(Blue Notice)                | 범죄 수사에 있어 요주의 인물에 대한 소재를 특정 및 신원 확인 또는 정보 습득.              |
| 국제방범수배 = 녹색수배(Green Notice)                   | 특정 인물이 공공 안전에 위협이 될 가능성이 있다고 판단될 때 해당 인물의 범죄 행동을 경고. |
| 국제실종자수배 = 황색수배(Yellow Notice)                | 실종자의 소재 특정 또는 신원 불명의 인물의 신원 확인.                                     |
| 국제신원미상사체수배 = 흑색수배(Black Notice)           | 변사체에 관한 정보 습득.                                                                  |
| 무기 등 경고수배 = 귤색수배(Orange Notice)              | 인명 또는 재산에 대한 임박한 위협과 위험이 될 수 있는 사건, 인물, 물체, 과정을 경고.      |
| 자색수배(Purple Notice)                                 | 범죄자들이 사용하는 범죄수법, 과정, 물체, 도구, 은신처에 관한 정보를 제공.                |
| ICPO-유엔 안보리 특별수배(Interpol–UNSC Special Notice) | 인터폴 회원들에게 특정 사람 또는 존재가 유엔의 제재 대상임을 알림.                        |

수배와 유사하지만 별도의 협조요청 또는 경고기작으로 유포(diffusion)가 있다. 이는 수배보다는 덜 형식적이지만 경찰 수사에 협조를 요구할 때 사용된다.

## 내역
국제수배 시스템은 제2차 세계 대전 이후 ICPO가 해체 후 재설립된 1946년 도입되었다. 최초에는 적색, 청색, 녹색, 황색, 흑색, 자색의 6개 수배만 존재했으나 2004년 귤색이 추가되었다. 2005년에는 알카에다와 탈레반을 잡기 위한 유엔 안전보장이사회의 1617 결의안에 따라 안보리의 요청으로 ICPO-유엔 안보리 특별수배가 만들어졌다.

### 2011년
ICPO는 2011년 약 26,500건의 수배 및 유포를 발부했다.
| 적색  | 청색 | 녹색  | 황색  | 흑색 | 귤색 | 자색 | 안보리 | 유포   |
| ----- | ---- | ----- | ----- | ---- | ---- | ---- | ------ | ------ |
| 7,678 | 705  | 1,132 | 1,059 | 104  | 31   | 8    | 30     | 15,708 |

2011년 말까지 40,836건의 수배와 48,310건의 유포가 진행 중이었으며 2011년 국제수배 및 유포로 체포된 자는 7,958명이었다.

### 2012년
ICPO는 2012년 약 32,750건의 수배 및 유포를 발부했다.
| 적색  | 청색  | 녹색  | 황색  | 흑색 | 귤색 | 자색 | 안보리 | 유포   |
| ----- | ----- | ----- | ----- | ---- | ---- | ---- | ------ | ------ |
| 8,136 | 1,085 | 1,477 | 1,691 | 141  | 31   | 16   | 78     | 20,130 |

2012년 말까지 46,994건의 수배와 66,614건의 유포가 진행 중이었다.

### 2013년
ICPO는 2013년 약 34,820건의 수배 및 유포를 발부했다.
| 적색  | 청색  | 녹색  | 황색  | 흑색 | 귤색 | 자색 | 안보리 | 유포   |
| ----- | ----- | ----- | ----- | ---- | ---- | ---- | ------ | ------ |
| 8,857 | 1,691 | 1,004 | 1,889 | 117  | 43   | 102  | 79     | 21,183 |

2013년 말까지 52,880건의 수배와 70,159건의 유포가 진행 중이었으며 2013년 국제수배 및 유포로 체포된 자는 7,958명이었다.